# Campeonato Mundial de Natação em Piscina Curta de 2010 - 100 m costas masculino
A prova dos 100 metros nado costas masculino do Campeonato Mundial de Natação em Piscina Curta de 2010 foi disputado entre 15 e 16 de dezembro em Dubai nos Emirados Árabes Unidos.

## Recordes
Antes desta competição, os recordes mundiais e do campeonato nesta prova eram os seguintes:
|    | Nome        | Nacionalidade | Tempo (segundo) | Local      | Data                   |
| -- | ----------- | ------------- | --------------- | ---------- | ---------------------- |
| WR | Nick Thoman | USA           | 48.94           | Manchester | 18 de dezembro de 2009 |
| CR | Ryan Lochte | USA           | 49.99           | Xangai     | 9 de abril de 2006     |

## Medalhistas
| Ouro                   | Prata                 | Bronze                  |
| Stanislav Donets (RUS) | Camille Lacourt (FRA) | Aschwin Wildeboer (ESP) |

## Resultados

### Eliminatórias
As eliminatórias ocorreram dia 15 de dezembro. Dezesseis nadadores num total de 73 se classificaram  para a semifinal. 
| Colocação | Bateria | Raia | Nome                                  | Tempo   | Notas |
| --------- | ------- | ---- | ------------------------------------- | ------- | ----- |
| 1         | 10      | 4    | Stanislav Donets (RUS)                | 50.18   | Q     |
| 2         | 9       | 5    | Jérémy Stravius (FRA)                 | 50.63   | Q     |
| 3         | 8       | 6    | David Plummer (USA)                   | 50.74   | Q     |
| 4         | 8       | 2    | Nick Thoman (USA)                     | 50.93   | Q     |
| 5         | 8       | 4    | Aschwin Wildeboer (ESP)               | 51.03   | Q     |
| 6         | 9       | 6    | Ryosuke Irie (JPN)                    | 51.32   | Q     |
| 7         | 9       | 3    | Camille Lacourt (FRA)                 | 51.34   | Q     |
| 8         | 10      | 3    | Damiano Lestingi (ITA)                | 51.41   | Q     |
| 9         | 6       | 6    | John Tapp (CAN)                       | 51.42   | Q     |
| 10        | 9       | 4    | Arkady Vyatchanin (RUS)               | 51.67   | Q     |
| 11        | 1       | 4    | Guy Barnea (ISR)                      | 51.70   | Q     |
| 12        | 8       | 5    | Guilherme Guido (BRA)                 | 51.74   | Q     |
| 13        | 9       | 2    | Masafumi Yamaguchi (JPN)              | 51.84   | Q     |
| 14        | 10      | 1    | Cheng Feiyi (CHN)                     | 52.00   | Q     |
| 15        | 8       | 3    | Nick Driebergen (NED)                 | 52.03   | Q     |
| 16        | 9       | 8    | Omar Pinzón (COL)                     | 52.20   | Q     |
| 17        | 10      | 6    | Mirco Di Tora (ITA)                   | 52.37   |       |
| 18        | 7       | 6    | Vytautas Janušaitis (LTU)             | 52.43   |       |
| 19        | 10      | 5    | Radoslaw Kawecki (POL)                | 52.48   |       |
| 20        | 8       | 7    | Stefa Herbst (GER)                    | 52.50   |       |
| 21        | 9       | 7    | Benjamin Treffers (AUS)               | 52.53   |       |
| 22        | 7       | 3    | Charles Francis (CAN)                 | 52.62   |       |
| 23        | 10      | 7    | Daniel Arnamnart (AUS)                | 52.62   |       |
| 24        | 10      | 8    | Pavel Sankovich (BLR)                 | 52.65   |       |
| 25        | 10      | 2    | Andrejs Duda (LAT)                    | 52.93   |       |
| 26        | 9       | 1    | Jonatan Kopelev (ISR)                 | 52.98   |       |
| 27        | 7       | 5    | He Jianbin (CHN)                      | 53.20   |       |
| 28        | 8       | 1    | Leonardo de Deus (BRA)                | 53.37   |       |
| 29        | 7       | 4    | Andres Olvik (EST)                    | 53.68   |       |
| 30        | 6       | 4    | Garth Virgil Tune (RSA)               | 53.74   |       |
| 31        | 7       | 2    | Federico Grabich (ARG)                | 53.83   |       |
| 32        | 8       | 8    | Lavrans Solli (NOR)                   | 53.98   |       |
| 33        | 7       | 7    | Kristian Kron (SWE)                   | 54.16   |       |
| 34        | 6       | 5    | Yuan Ping (TPE)                       | 54.50   |       |
| 35        | 7       | 1    | Juan David Molina (COL)               | 54.67   |       |
| 36        | 6       | 7    | Mattias Carlsson (SWE)                | 54.75   |       |
| 37        | 7       | 8    | Serghei Golban (MDA)                  | 54.85   |       |
| 38        | 5       | 5    | Lin Yu-An (TPE)                       | 54.92   |       |
| 39        | 5       | 2    | Sergey Pankov (UZB)                   | 55.00   |       |
| 40        | 5       | 8    | Raphael Stacchiotti (LUX)             | 55.18   |       |
| 41        | 6       | 8    | Charles Hockin (PAR)                  | 55.29   |       |
| 42        | 5       | 6    | Mohamed Hussein (EGY)                 | 55.38   |       |
| 43        | 6       | 3    | Jean-François Schneiders (LUX)        | 55.43   |       |
| 44        | 6       | 2    | Abdullah Altuwaini (KUW)              | 55.71   |       |
| 45        | 4       | 4    | Charles William Walker (PHI)          | 55.73   |       |
| 46        | 5       | 7    | Alex Hernández Medina (CUB)           | 55.77   |       |
| 47        | 6       | 1    | Taki M'Rabet (TUN)                    | 56.14   |       |
| 48        | 4       | 3    | Mauricio Fiol (PER)                   | 56.43   |       |
| 49        | 3       | 3    | Nicholas James (ZIM)                  | 56.55   |       |
| 50        | 4       | 8    | Jean Luis Apolinar Gómez Nuñez (DOM)  | 56.95   |       |
| 51        | 4       | 5    | Amine Kouame (MAR)                    | 57.49   |       |
| 52        | 5       | 4    | Kevin Kan Yin Chu (HKG)               | 57.55   |       |
| 53        | 4       | 6    | Shuaib Althuwaini (KUW)               | 57.97   |       |
| 54        | 5       | 1    | Tong Antonio (MAC)                    | 58.15   |       |
| 55        | 3       | 2    | Alar Lodi (EST)                       | 58.58   |       |
| 56        | 4       | 2    | Mohammed Al Ghaferi (UAE)             | 58.63   |       |
| 57        | 3       | 4    | Boris Kirillov (AZE)                  | 58.77   |       |
| 58        | 3       | 6    | Mark Sammut (MLT)                     | 58.86   |       |
| 59        | 4       | 7    | Ngou Pok Man (MAC)                    | 59.28   |       |
| 60        | 2       | 7    | Alkulaibi Aiman (OMA)                 | 59.39   |       |
| 61        | 3       | 5    | Ali Al Kaabi (UAE)                    | 59.71   |       |
| 62        | 4       | 1    | Giorgi Mtvralashvili (GEO)            | 1:00.37 |       |
| 63        | 2       | 4    | Ali Ahmed (BRN)                       | 1:03.61 |       |
| 64        | 3       | 1    | Nuno Miguel Rola (ANG)                | 1:03.78 |       |
| 65        | 3       | 8    | Dulguun Batsaikhan (MGL)              | 1:04.12 |       |
| 66        | 2       | 5    | Saif Alaslam Saeed Al-Saadi (IRQ)     | 1:04.25 |       |
| 67        | 3       | 7    | Hamdan Iqbal Bayusuf (KEN)            | 1:04.32 |       |
| 68        | 2       | 2    | Roman Hramtsov (TKM)                  | 1:06.39 |       |
| 69        | 2       | 3    | Mohamed Bahrin Shah Behrom Shem (BRU) | 1:08.44 |       |
| 70        | 1       | 3    | Hilal Hemed Hilal (TAN)               | 1:11.23 |       |
| 71        | 2       | 6    | Tano Pierre Claver Atta (CIV)         | 1:13.43 |       |
| -         | 1       | 5    | Kouassi Franck Olivier Brou (CIV)     | DNS     |       |
| -         | 5       | 3    | Khachik Plavchyan (ARM)               | DNS     |       |

### Semifinal
A semifinal  ocorreu dia 15 de dezembro. Oito competidores se classificaram para a final. 
Semifinal 1
| Colocação | Raia | Nome                    | Tempo | Notas |
| --------- | ---- | ----------------------- | ----- | ----- |
| 1         | 5    | Nick Thoman (USA)       | 50.69 | Q     |
| 2         | 4    | Jérémy Stravius (FRA)   | 50.75 | Q     |
| 3         | 7    | Guilherme Guido (BRA)   | 50.83 | Q     |
| 4         | 3    | Ryosuke Irie (JPN)      | 50.98 | Q     |
| 5         | 6    | Damiano Lestingi (ITA)  | 50.99 |       |
| 6         | 2    | Arkady Vyatchanin (RUS) | 51.11 |       |
| 7         | 1    | Cheng Feiyi (CHN)       | 51.81 |       |
| –         | 8    | Omar Pinzón (COL)       |       | DNS   |

Semifinal 2
| Colocação | Raia | Nome                     | Tempo | Notas |
| --------- | ---- | ------------------------ | ----- | ----- |
| 1         | 4    | Stanislav Donets (RUS)   | 49.62 | Q, CR |
| 2         | 6    | Camille Lacourt (FRA)    | 50.53 | Q     |
| 3         | 3    | Aschwin Wildeboer (ESP)  | 50.90 | Q     |
| 4         | 5    | David Plummer (USA)      | 50.94 | Q     |
| 5         | 2    | John Tapp (CAN)          | 51.48 |       |
| 6         | 8    | Nick Driebergen (NED)    | 51.86 |       |
| 7         | 7    | Guy Barnea (ISR)         | 51.92 |       |
| 8         | 1    | Masafumi Yamaguchi (JPN) | 52.13 |       |

### Final
A final teve sua disputa realizada em 16 de dezembro. 
| Colocação         | Raia | Nome                    | Tempo | Notas |
| ----------------- | ---- | ----------------------- | ----- | ----- |
| Medalha de ouro   | 4    | Stanislav Donets (RUS)  | 49.07 | CR    |
| Medalha de prata  | 5    | Camille Lacourt (FRA)   | 49.80 |       |
| Medalha de bronze | 7    | Aschwin Wildeboer (ESP) | 50.04 |       |
| 4                 | 3    | Nick Thoman (USA)       | 50.38 |       |
| 5                 | 8    | Ryosuke Irie (JPN)      | 50.55 |       |
| 6                 | 1    | David Plummer (USA)     | 50.59 |       |
| 7                 | 6    | Jérémy Stravius (FRA)   | 50.79 |       |
| 8                 | 2    | Guilherme Guido (BRA)   | 50.91 |       |

Legenda
| Recorde mundial       | Recorde mundial (World record)               |                       | Recorde africano                      | Recorde africano (African) |                                           | Q | Classificado por posição (Qualified) |
| Recorde do campeonato | Recorde do campeonato (Championship record)  | Recorde da América    | Recorde da América (Americas)         | q                          | Classificado por melhor tempo (Qualified) |   |                                      |
| Melhor marca do ano   | Melhor marca do ano (World leading)          | Recorde asiático      | Recorde asiático (Asian)              | DNS                        | Não largou (Did not start)                |   |                                      |
| Recorde nacional      | Recorde nacional (National record)           | Recorde europeu       | Recorde europeu (European)            | DNF                        | Não terminou (Did not finish)             |   |                                      |
| Recorde pessoal       | Recorde pessoal do atleta (Personal best)    | Recorde da Oceania    | Recorde da Oceania (Oceania)          | DSQ / DQ                   | Desclassificado (Disqualified)            |   |                                      |
| Recorde da temporada  | Recorde da temporada do atleta (Season best) | Recorde sul-americano | Recorde sul-americano (South America) | NM                         | Sem marca (No mark)                       |   |                                      |